# 太田市議会
太田市議会（おおたしぎかい）は、群馬県太田市の議会である

## 概要
合併直後は旧市町の議員をそのまま市議会議員としたため73名で構成されていたが、2007年4月22日の市議会議員選挙で約半分の38名に改選され、2011年4月24日の市議会議員選挙で34名となった。2015年の選挙では30人に定数削減された。太田市議会の6月定例会開会前には、同市飯田町のおおた芸術学校付属オーケストラ「ジュネス」による交響楽の議場コンサートが開かれることが恒例となっている。
- 定数 - 30人
- 任期 - 2023年5月18日から2027年5月17日まで
- 会派構成：創政クラブ11名、太田クラブ9名、公明党4名、市民の会1名、日本共産党1名、弦音会1名、参政党1名、立憲民主党1名、新時代1名[2]

## 議員報酬等
| 役職   | 議員報酬        | 政務活動費         |
| ------ | --------------- | ------------------ |
| 議長   | 月額 56万0000円 | 6か月間 21万5000円 |
| 副議長 | 月額 51万5000円 | 6か月間 21万5000円 |
| 議員   | 月額 48万5000円 | 6か月間 21万5000円 |

- 別途、年2回期末手当あり
- 政務活動費の残金は市に返還する義務がある
- 議員年金は2011年（平成23年）6月1日で廃止されている